# Jacques Ligot
Jacques François Ligot (Gosselies, 23 juni 1908 - 6 februari 1975) was een Belgisch senator.

## Levensloop
Ligot promoveerde tot doctor in de rechten, licentiaat in de politieke wetenschappen en licentiaat in het notariaat. Hij werd notaris in Marcinelle in 1950 en oefende dit ambt uit aan zijn overlijden begin 1975.
In 1946 werd hij gemeenteraadslid en in 1947, tot in 1958, schepen van Charleroi. Hij was ook provincieraadslid van 1949 tot 1954.
In 1955 verving hij de vroegtijdig overleden Jean-Baptiste Cornez als socialistisch senator voor het arrondissement Charleroi en vervulde dit mandaat tot in 1958. Hij werd toen provinciaal senator voor Henegouwen, van 1958 tot 1968.